# 周奇
周奇（2000年10月10日—），出生于北京市，中国男演员、歌手，就读于北京电影学院2020级表演实验班。代表作有《老男孩》、《小欢喜》等。2019年，参加湖南卫视声乐竞演节目《声入人心第二季》、腾讯视频《演员请就位》第一季。同年，出演田壮壮导演的电影《鸟鸣嘤嘤》。2021年，出演韩寒执导的电影《四海》。

## 演艺经历
2012年2月，参加东南卫视少儿益智互动类节目《同桌计划》。随后，与王伟诚、王林、李秋晨合作主演音乐剧《走进比爱情更深邃的地方》，在剧中饰演少年时期的男主角海子。这是他的首部舞台剧作品，由此正式进入演艺圈。同年，参加湖南卫视真人秀节目《向上吧！少年》，并晋级全国200强。2013年，与周杰伦、李心艾、王学圻等人合作出演爱情电影《天台爱情》。
2015年11月30日，他参演的古装剧《芈月传》在东方卫视、北京卫视首播，他在剧中饰演楚怀王的儿子芈横。此外，他与黄轩、窦骁、周一围合作出演古装剧《海上牧云记》，饰演少年时期的牧云德。2016年2月24日，其出演的都市情感剧《爱人的谎言》在浙江卫视首播，他在剧中饰演少年时期的向阳。同年，出演贾青、丁一宇、胡宇威主演的都市情感剧《恋人的谎言》，在剧中饰演少年时期的于奇然。
2017年1月4日，推出与郑一帆、刘杰毅、张翊峰合唱的电视剧《异能家庭》的主题曲《牵挂》。3月28日，其主演的网络剧《鲜肉老师》在优酷视频播出，他在剧中饰演树德高中E班学生单千。2018年3月4日，其主演的电视剧《老男孩》在湖南卫视开播，在剧中饰演周洲。同年，其主演的电视剧《小欢喜》杀青，在剧中饰演方一凡。
2019年6月，以男中音演唱成员的身份参加湖南卫视美声偶像男团竞演养成类节目《声入人心》第二季。7月31日，主演的都市家庭情感剧《小欢喜》在东方、浙江卫视首播，在剧中饰演"熊孩子“方一凡”。10月3日，以学徒身份参与《我就是演员之巅峰对决》 。10月10日，发表首支个人单曲《碰碰》。10月11日，加盟国内首档导演选角真人秀《演员请就位》，并最终获得李少红组终极选择演员。10月31日，出演的电影《鸟鸣嘤嘤》曝光卡司阵容预告。11月16日，在百老汇音乐剧《音乐之声》中文纪念版中饰演罗尔夫。
2020年3月，参加浙江卫视音乐节目《天赐的声音》。10月23日，参演电影《最可爱的人》上映，为角色王海配音。12月21日，加盟城市慢生活体验真人秀《念念桃花源》。
2021年7月16日，客串的电影《2哥来了怎么办》上映。7月16日，客串的电影《扬名立万》上映。12月5日，参演的电视剧《谁是凶手》播出。
2022年1月7日主演网剧《绝交吧，爸爸》杀青。2月1日，主演韩寒执导的电影《四海》上映。3月，主演的电视剧《我们的日子》在大连开机。

## 影視作品

### 電視劇
| 首播日期 | 劇名                     | 角色          |
| -------- | ------------------------ | ------------- |
| 2015年   | 海上牧云记               | 小牧云德      |
| 2015年   | 芈月传                   | 芈横          |
| 2016年   | 爱人的谎言               | 向阳（少年）  |
| 2017年   | 鲜肉老师(網路劇)         | 单千          |
| 2018年   | 老男孩                   | 周洲          |
| 2018年   | 烈火如歌                 | 飄渺大師兄    |
| 2018年   | 舞法天女之璀璨甜蜜       | 贺云飞        |
| 2019年   | 小欢喜                   | 方一凡        |
| 2021年   | 谁是凶手(網路劇)         | 吳超超        |
| 2022年   | 从爱情到幸福(2014年拍攝) | 青年晨晨      |
| 2023年   | 我们的日子               | 东方宏        |
| 2023年   | 恋人的谎言(2016年拍攝)   | 小奇然        |
| 2023年   | 我和我爸的十七岁(網路劇) | 高文明/陳必達 |
| 2024年   | 大理寺少卿游(網路劇)     | 陈拾          |
| 2025年   | 藏海传                   | 庄之行        |
| 待播     | 皓衣行                   | 薛蒙          |
| 待播     | 鬼斧神工(網路劇)         |               |
| 待播     | 长安二十四计             |               |
| 待播     | 一点浩然气               |               |
| 待播     | 无可替代                 | 赵恒          |

### 电影
| 上映年度 | 片名                   | 角色 | 备注 |
| -------- | ---------------------- | ---- | ---- |
| 2021     | 《扬名立万》           | 记者 |      |
| 2022     | 《四海》               | 动兔 |      |
| 2025     | 《苍茫的天涯是我的爱》 | 虹   |      |
| 待播     | 《鸟鸣嘤嘤》           | 李立 |      |

### 配音作品
| 上映时间   | 片名           | 类型     | 角色 | 备注 |
| ---------- | -------------- | -------- | ---- | ---- |
| 2020-10-23 | 《最可爱的人》 | 动画电影 | 王海 |      |

### 《演员请就位》表演剧目
| 年份 | 期数 | 剧目名称               | 角色       | 合作演员                                           |
| ---- | ---- | ---------------------- | ---------- | -------------------------------------------------- |
| 2019 | 04期 | 《请回答1988》         | 弟弟       | 高至霆、杨迪、范湉湉（助演）                       |
| 2019 | 07期 | 《孔雀》               | 二弟       | 杨迪、薇薇安、赵子琪（助演）                       |
| 2019 | 08期 | 《开心家族》           | 尚石       | 于小彤、薇薇安、杨迪、刘白沙（助演）               |
| 2019 | 09期 | 《致我们暖暖的小时光》 | 少年顾未易 | 于小彤、明道、钟欣潼、朱颜曼滋                     |
| 2019 | 10期 | 《真相》               | 高奇       | 薇薇安、杨迪（助演）、李滨（助演）、陈若轩（助演） |

## 综艺节目
| 年份   | 日期     | 節目名稱                 | 播出平台 | 备注                          |
| ------ | -------- | ------------------------ | -------- | ----------------------------- |
| 2010年 | 4月5日   | 《快乐大巴》             | CCTV     |                               |
| 2011年 | 4月23日  | 《中华达人》             | 山东卫视 |                               |
| 2011年 | 4月28日  | 《天生我才》             | CCTV     |                               |
| 2011年 | 11月5日  | 《天才童声》             | 辽宁卫视 |                               |
| 2012年 | 2月19日  | 《同桌计划》             | 东南卫视 |                               |
| 2012年 | 3月18日  | 《向上吧，少年2012》     | 湖南卫视 |                               |
| 2012年 | 10月19日 | 《音乐优等生》           | ----     |                               |
| 2019年 | 7月19日  | 《声入人心》第二季       | 湖南卫视 | 全12期                        |
| 2019年 | 10月3日  | 《我就是演员之巅峰对决》 |          |                               |
| 2019年 | 10月11日 | 《演員請就位》第一季     | 腾讯视频 | 全10期                        |
| 2020年 | 3月29日  | 《天賜的聲音》第一季     | 浙江卫視 | 05期 合作嘉宾：段奧娟、王博文 |
| 2020年 | 7月18日  | 《经典咏流传》第三季     | CCTV     | 09期                          |
| 2021年 | 1月2日   | 《念念桃花源》           | 浙江卫視 | 01-07、10-12期 常驻嘉宾       |
| 2021年 | 7月9日   | 《萌探探探案》           | 爱奇艺   | 08期 飞行嘉宾                 |
| 2022年 | 1月15日  | 《超燃美食记》           | 浙江卫視 | 09、10期 飞行嘉宾             |
| 2022年 | 10月5日  | 《天地诗心》             | 河南卫视 | 青年学习者                    |
| 2023年 | 2月19日  | 《剧说很好看》           | CCTV-8   | 嘉宾                          |
| 2023年 | 7月8日   | 《戰至巔峰2》            | 騰訊視頻 | 嘉宾                          |

## 音乐作品

### 单曲
| 年份 | 歌曲名稱       | 备注                 |
| ---- | -------------- | -------------------- |
| 2019 | 碰碰           |                      |
| 2020 | 上李邕         | 《经典咏流传》第三季 |
| 2023 | 过去的歌       | 《我们的日子》插曲   |
| 2023 | 雪花           | 《我们的日子》插曲   |
| 2023 | 像个孩子奔向你 | 《我们的日子》插曲   |
| 2023 | 小奇怪         | 《我们的日子》插曲   |
| 2023 | 模仿           | 《我们的日子》插曲   |

### 演唱会
| 日期          | 演唱会名称                   | 备注 |
| ------------- | ---------------------------- | ---- |
| 2020年1月13日 | 《声入人心》第二季巡演北京站 | --   |
| 2022年1月22日 | 《四海》歌会                 | --   |

### 《声入人心》演唱曲目
| 年份 | 期数 | 歌曲名稱                               | 合作成员                      |
| ---- | ---- | -------------------------------------- | ----------------------------- |
| 2019 | 01期 | 《心脏》选自音乐剧《蝶》               | --                            |
| 2019 | 03期 | 《疼》选自音乐剧《王二的长征》         | 刘岩                          |
| 2019 | 07期 | 《一直都在（Vicinissimo）》            | 赵越、赵一                    |
| 2019 | 09期 | 《载我一程》选自音乐剧《李舜臣》       | 赵越、赵一、周士原            |
| 2019 | 10期 | 《无论如何（No Matter What)》          | 赵一                          |
| 2019 | 12期 | 《光鸣岛》                             | GMI36                         |
| 2019 | 12期 | 《我相信，于是我坚持》选自音乐剧《蝶》 | 刘岩、扎西顿珠、何宜霖、GMI20 |

## 舞台演出

### 音乐剧
| 年份 | 剧目名称               | 饰演角色 |
| ---- | ---------------------- | -------- |
| 2019 | 《音乐之声》中文纪念版 | Rolf     |

### 舞台剧
| 年份 | 剧目名称                   | 饰演角色 |
| ---- | -------------------------- | -------- |
| 2012 | 《走进比爱情更深邃的地方》 | 少年海子 |